# Gransebieth
Gransebieth település Németországban, Mecklenburg-Elő-Pomeránia tartományban. Lakosainak száma 547 fő (2023. december 31.).

## Népesség
A település népességének változása:
| Lakosok száma | 564  | 563  | 561  | 549  | 547  |
|               | 2017 | 2019 | 2021 | 2022 | 2023 |